# Liste der Länderspiele der Futsalauswahlmannschaft von Guadeloupe
Die nachfolgende Liste enthält alle Länderspiele der Futsalauswahlmannschaft von Guadeloupe der Männer, die der Fußballverband von Guadeloupe, die Ligue guadeloupéenne de football (LGF), im Jahr 2015 gegründet hat. Futsal ist die einzige von der FIFA anerkannte Variante des Hallenfußballs. Bisher wurden vier Länderspiele ausgetragen, die jedoch alle von der FIFA nicht anerkannt werden, da die LGF kein FIFA-Mitglied ist.

## Länderspielübersicht
Legende
- Erg. = Ergebnis
- n. V. = nach Verlängerung
- i. S. = im Sechsmeterschießen
- abg. = Spielabbruch
- H = Heimspiel
- A = Auswärtsspiel
- * = Spiel auf neutralem Platz
- Hintergrundfarbe grün = Sieg
- Hintergrundfarbe gelb = Unentschieden
- Hintergrundfarbe rot = Niederlage

| Nr.                    | Datum      | Erg. | Gegner              |   | Austragungsort                                | Anlass                                     | Bemerkungen 1 |
| ---------------------- | ---------- | ---- | ------------------- | - | --------------------------------------------- | ------------------------------------------ | --- |
| 1                      | 22.01.2016 | 9:3  | Jamaika             | * | Havanna (CUB), Sala Polivalente Kid Chocolate | CONCACAF-Meisterschaft 2016- Qualifikation | Erstes Spiel auf neutralem Platz Erster Sieg Erster Sieg auf neutralem Platz Höchster Sieg Höchster Sieg auf neutralem Platz Erstes Länderspiel gegen Jamaika |
| 2                      | 23.01.2016 | 0:4  | Kuba                | A | Havanna (CUB), Sala Polivalente Kid Chocolate | CONCACAF-Meisterschaft 2016- Qualifikation | Erstes Auswärtsspiel Erste Niederlage Erste Auswärtsniederlage Höchste Auswärtsniederlage Erstes Länderspiel gegen Kuba                                       |
| 3                      | 24.01.2016 | 6:3  | Sint Maarten        | * | Havanna (CUB), Sala Polivalente Kid Chocolate | CONCACAF-Meisterschaft 2016- Qualifikation | Erstes Länderspiel gegen Sint Maarten |
| 4                      | 26.01.2016 | 4:5  | Trinidad und Tobago | * | Havanna (CUB), Sala Polivalente Kid Chocolate | CONCACAF-Meisterschaft 2016- Qualifikation | Erste Niederlage auf neutralem Platz Höchste Niederlage Höchste Niederlage auf neutralem Platz Erstes Länderspiel gegen Trinidad und Tobago                   |
| Stand: 27. August 2018 |            |      |                     |   |                                               |                                            | |

## Statistik
In der Statistik werden nur die offiziellen Länderspiele berücksichtigt.
Legende
- Sp. = Spiele
- Sg. = Siege
- Uts. = Unentschieden
- Ndl. = Niederlagen
- Hintergrundfarbe grün = positive Bilanz
- Hintergrundfarbe gelb = ausgeglichene Bilanz
- Hintergrundfarbe rot = negative Bilanz

### Gegner
| Land                | Kontinentalverband | Sp. | Sg. | Uts. | Ndl. | Torverhältnis |
| ------------------- | ------------------ | --- | --- | ---- | ---- | ------------- |
| Jamaika             | CONCACAF           | 1   | 1   | 0    | 0    | 9:3           |
| Kuba                | CONCACAF           | 1   | 0   | 0    | 1    | 0:4           |
| Sint Maarten        | CONCACAF           | 1   | 1   | 0    | 0    | 6:3           |
| Trinidad und Tobago | CONCACAF           | 1   | 0   | 0    | 1    | 4:5           |
| Gesamt              | Gesamt             | 4   | 2   | 0    | 2    | 19:15         |

### Kontinentalverbände
| Kontinentalverband                 | Sp. | Sg. | Uts. | Ndl. | Torverhältnis |
| ---------------------------------- | --- | --- | ---- | ---- | ------------- |
| AFC (Asien)                        | 0   | 0   | 0    | 0    | 0:0           |
| CAF (Afrika)                       | 0   | 0   | 0    | 0    | 0:0           |
| CONCACAF (Nord- und Mittelamerika) | 4   | 2   | 0    | 2    | 19:15         |
| CONMEBOL (Südamerika)              | 0   | 0   | 0    | 0    | 0:0           |
| OFC (Ozeanien)                     | 0   | 0   | 0    | 0    | 0:0           |
| UEFA (Europa)                      | 0   | 0   | 0    | 0    | 0:0           |
| Gesamt                             | 4   | 2   | 0    | 2    | 19:15         |

### Anlässe
| Anlass                                      | Sp. | Sg. | Uts. | Ndl. | Torverhältnis |
| ------------------------------------------- | --- | --- | ---- | ---- | ------------- |
| CONCACAF-Meisterschaft-Qualifikationsspiele | 4   | 2   | 0    | 2    | 19:15         |
| Freundschaftsspiele                         | 0   | 0   | 0    | 0    | 0:0           |
| Gesamt                                      | 4   | 2   | 0    | 2    | 19:15         |

### Spielarten
| Spielart                       | Sp. | Sg. | Uts. | Ndl. | Torverhältnis |
| ------------------------------ | --- | --- | ---- | ---- | ------------- |
| Heimspiele (H)                 | 0   | 0   | 0    | 0    | 0:0           |
| Spiele auf neutralem Platz (*) | 3   | 2   | 0    | 1    | 19:11         |
| Auswärtsspiele (A)             | 1   | 0   | 0    | 1    | 0:4           |
| Gesamt                         | 4   | 2   | 0    | 2    | 19:15         |

### Austragungsorte
| Austragungsort | Land   | Sp. | Sg. | Uts. | Ndl. | Torverhältnis |
| -------------- | ------ | --- | --- | ---- | ---- | ------------- |
| Havanna        | Kuba   | 4   | 2   | 0    | 2    | 19:15         |
| Gesamt         | Gesamt | 4   | 2   | 0    | 2    | 19:15         |

### Spielergebnisse
|      | Gegentore | Gegentore | Gegentore | Gegentore | Gegentore | Gegentore |
| Tore | 0         | 1         | 2         | 3         | 4         | 5         |
| ---- | --------- | --------- | --------- | --------- | --------- | --------- |
| 0    | -         | -         | -         | -         | 1         | -         |
| 1    | -         | -         | -         | -         | -         | -         |
| 2    | -         | -         | -         | -         | -         | -         |
| 3    | -         | -         | -         | -         | -         | -         |
| 4    | -         | -         | -         | -         | -         | 1         |
| 5    | -         | -         | -         | -         | -         | -         |
| 6    | -         | -         | -         | 1         | -         | -         |
| 7    | -         | -         | -         | -         | -         | -         |
| 8    | -         | -         | -         | -         | -         | -         |
| 9    | -         | -         | -         | 1         | -         | -         |